# Paul Chauchard
Ne doit pas être confondu avec Paul Chauchard (pilote).
Pour les articles homonymes, voir Chauchard.
Paul Chauchard, né le 14 juin 1912 à Paris et mort le 27 avril 2003 à Issy-les-Moulineaux, est un médecin et écrivain français, chercheur en neurophysiologie.

## Biographie
Docteur en médecine et docteur ès sciences, il enseigne à la Faculté catholique de Paris et à l’École pratique des hautes études.
Il est directeur honoraire du laboratoire de neurophysiologie de l'excitabilité, de l'École pratique des hautes études.
Il est membre de la Société de biologie.
C'est aussi un praticien de la méthode Vittoz.
En 1970, il devient le premier président du mouvement Laissez-les-vivre, créé en réaction aux campagnes en faveur de l'avortement.
Président de Laissez-les-vivre pendant plus de 20 ans, il en devient ensuite le président d’honneur.
Il est  le père de six filles, dont une religieuse cistercienne

## Publications

### Ouvrages
- Le Moteur vivant, coll. « Que sais-je ? », 181, 1945.
- Le système nerveux sympathique, Gallimard, collection « L'avenir de la science », 1949.
- L'Influx nerveux et la psychologie, 1949.
- La maîtrise sexuelle : problèmes de la continence et de l'union réservée , Paris, Éditions du Levain, 1950.
- Précis de biologie humaine, PUF, coll. « Que sais-je ? », 1957.
- La vie en vol et en plongée; de l'astronef au bathyscaphe, Albin Michel, collection « Sciences d'aujourd'hui », 1958.
- Amour et contraception, pour une sexualité responsable, Mame, 1965.
- La Foi du savant chrétien, Aubier, 1957.
- le Cerveau et la conscience, Collections Microcosme "le Rayon de la science" no 5, Le Seuil, Paris, 1960.
- Science and Religion, Hawthorn books, 1963.
- Le respect de la Vie, collection Beauchesne, Paris, Beauchesne, 1963.
- Hypnose et suggestion, coll. « Que sais-je ? » (no 457).
- L'Équilibre sympathique, coll. « Que sais-je ? » (no 565).
- Physiologie des mœurs, coll. « Que sais-je ? » (no 613).
- Physiologie de la conscience, coll. « Que sais-je ? ».
- Psychisme humain et psychisme animal, Paris, Presses universitaires de France, 1970.
- La Douleur, PUF, 1950.
- L'Homme normal, Éditions Ouvrières, 1963.
- Le Sommeil et les états de sommeil, Flammarion, Bibliothèque de philosophie scientifique, 1947.
- La Maîtrise du comportement, 1956.
- Une morale des médicaments, Fayard, 1966.
- Notre corps, ce mystère, Beauchesne, 1962.
- La conscience sexuelle, Éditions du Levain, 1962-1965, 79 pages.
- La Vie sexuelle, coll. « Que sais-je ? », Presses Universitaires, 1969.
- Traité de psychologie appliquée, avec A. Tournay et M. Sorre, 1958.
- La Mort, coll. « Que sais-je ? » (no 236).
- Timidité, volonté, activité, Centre d'étude et de promotion de la lecture, 1968.
- Biologie et morale, Éditions MAME, 1959.
- La Fatigue, Presses universitaires de France, coll. « Que sais-je ? », 1968.
- Les Facteurs de la transmission ganglionnaire, Act. Scient. et Ind., 1939.
- Les Mécanismes de la régulation nerveuse des organes végétatifs, Vogot fr., 1939.
- Le Système nerveux et ses inconnues, P.U.F., coll. « Que sais-je ? », 1941.
- La Chimie du cerveau, P.U.F., coll. « Que sais-je ? », 1943.
- Les messages de nos sens, P.U.F. coll. « Que sais-je ? », 1944.
- Sociétés animales, société humaine, Presses universitaires de France, 1956.
- L'Homme et la physiologie du cerveau.
- Le Cerveau et la main créatrice, Delachaux et Niestlé, 1970.
- Cerveau humain, 1980 ; rééd. 1992.
- Zen et cerveau, avec Taisen Deshimaru, Paris, éditions Le Courrier du Livre.
- La Morale du cerveau, collection « Vues chrétiennes sur… », Flammarion, Paris, 1962, in-12, 218 pages.
- « Volonté et contrôle cérébral » dans Science et conscience, Paris, Stock, 1980.
- Freud et la psychophysiologie, avec Sigmund Freud, 1971.
- Les Messages de nos sens, 1981.
- Le Langage et la pensée, 1968.
- La Maîtrise de soi, Éditions Dessart, 1963.
- L'école de la Paix, apprendre à vivre et à penser harmonieusement, avec Patrick Figeac.
- « Teilhard le miséricordieux », revue Le Chemin, 2007.
- L'Être humain selon Teilhard de Chardin, J. Gabalda et Compagnie.
- Teilhard et l'optimisme de la croix.
- Vieillir à deux, Éditions Universitaires, 1967.
- Connaissance et maîtrise de la mémoire, avec la collaboration de Françoise Gauquelin et de Léone Mange, Livres Robert Laffont, Nouvelle Édition Canada, 1974, 1981.
- Le Combat de la vie et de la mort, préface par Jean Toulat, Saint-Paul, Paris.
- Travail et loisirs, Tours, Mame, 1967.
- Psychologie du rêve, Robert Bossard.
- L'Éducation de la volonté.
- L'Équilibre sexuel, 1971.
- Volonté et sexualité, 1971.
- La Création évolutive, 1966.
- Le Message de Freud.
- Le Moteur vivant.
- L'Humanisme et la science.
- Le Progrès sexuel, 1964.
- Vices des vertus, vertus de vices, 1963.
- Hygiène et morale.

### En espagnol
- (es) Trabajo, diversión e higiene mental, (Madrid:  1970).
- (es) Conocimiento y dominio de la memoria (1985), Ediciones Mensajero, S.A. Unipersonal.
- (es) Alma o cerebro, Qué es el hombre (1971), Iberoamericanas
- (es) El dominio de sí mismo (1970), Ediciones Guadarrama
- (es) Fuerza y sensatez del deseo (1974), Editorial Herder
- (es) Por un cristianismo sin mitos (1963), Fontanella, S.A.
- (es) O Coração e As suas Doenças. de Paul Chauchard

### Autres
- Teilhard – má na mysli Pierra Teilharda de Chardin – a optimismus kříže
- Traduction : L'embryologie du comportement, les débuts de la pensée humaine, par Arnold Gesell, en collaboration avec Catherine S. Amatruda.